# Yukarıkuldan, Yeniçağa
Yukarıkuldan là một xã thuộc huyện Yeniçağa, tỉnh Bolu, Thổ Nhĩ Kỳ. Dân số thời điểm năm 2010 là 190 người.